# Thinozerconoidea
Super-famille
Les Thinozerconoidea Halbert, 1915 sont une superfamille d'acariens Mesostigmata. Elle ne contient que quatre espèces, deux genres et deux familles.

## Classification
- Protodinychidae Evans, 1957
- Thinozerconidae Halbert, 1915